# Andrew Scheinman
Andrew Scheinman (Chicago, 19 aprile 1948) è un produttore cinematografico, sceneggiatore e regista statunitense.

## Biografia
Dopo essersi laureato in legge presso l'Università della Virginia, inizia nel 1980 l'attività di produttore, con le pellicole Alla 39ª eclisse e I giganti del West, entrambi interpretati da Charlton Heston. Nel 1985 inizia la sua collaborazione con Rob Reiner, producendo tutti i suoi film da Sacco a pelo a tre piazze (1985) a L'agguato - Ghosts from the Past (1996). Per Reiner scrisse anche le pellicole Genitori cercasi (1994), Il primo amore non si scorda mai (2010) e The Magic of Belle Isle (2012). .
Nel 1989 Scheinman produce la pellicola Harry, ti presento Sally..., contribuendo anche alla creazione del suo soggetto; nel 1993 vince un premio Emmy per la produzione della serie televisiva Seinfeld. Nel 1994 dirige la sua unica opera da regista, Un lavoro da grande, mentre nel 2000 firma la sceneggiatura di Bait - L'esca.

## Filmografia
- I giganti del West (The Mountain Men), regia di Richard Lang (1980)
- Alla 39ª eclisse (The Awakening), regia di Mike Newell (1980)
- Modern Romance, regia di Albert Brooks (1981)
- Sacco a pelo a tre piazze (The Sure Thing), regia di Rob Reiner (1985)
- Stand by Me - Ricordo di un'estate (Stand by Me), regia di Rob Reiner (1986)
- La storia fantastica (The Princess Bride), regia di Rob Reiner (1987)
- Harry, ti presento Sally… (When Harry Met Sally…), regia di Rob Reiner (1989)
- Misery non deve morire (Misery), regia di Rob Reiner (1990)
- Codice d'onore (A Few Good Men), regia di Rob Reiner (1992)
- Genitori cercasi (North), regia di Rob Reiner (1994)
- Extreme Measures - Soluzioni estreme (Extreme Measures), regia di Michael Apted (1996)
- L'agguato - Ghosts from the Past (Ghosts of Mississippi), regia di Rob Reiner (1996)
- Mai così vicini (And So It Goes), regia di Rob Reiner (2014)